# Yesterday (chanson des Black Eyed Peas)
Pour les articles homonymes, voir Yesterday (homonymie).
Singles de The Black Eyed Peas
Don't Stop the Party
(2011)
Yesterday est une chanson des Black Eyed Peas sortie le 17 juillet 2015. Il s'agit du premier single du groupe depuis quatre ans. Elle est sortie à l'occasion du 20e anniversaire du groupe et met fin à la pause de ce dernier. Fergie est absente du titre, comme pour le morceau promotionnel Awesome sorti plus tôt en 2015 par les autres membres du groupe pour la NBA.

## Historique
will.i.am annonce le 17 juillet 2015 sur Twitter que le groupe va sortir un titre inédit. La musique est diffusée dans la journée sur la radio Beats 1 et mise en ligne sur Apple Music.

## Contexte
Yesterday sort à l'occasion du 20e anniversaire des Black Eyed Peas. La chanson est un hommage au hip-hop, que ce soit par sa musique, ses paroles et même son clip. En effet le groupe abandonne ses récentes sonorités electropop et revient aux sons de ses premiers albums. L'absence de Fergie n'est pas sans rappeler les débuts des Black Eyed Peas.
Les paroles rendent hommage à certains artistes hip-hop, voici quelques exemples :
« DMC and Run be the kings, king of rock »
« I signed to Ruthless when Dre dropped Dre Day »
La chanson rend hommage à la musique hip-hop d'« hier » mais la fin amène une ouverture. En effet la musique devient plus electro, plus proche du son des récents albums des Black Eyed Peas, et will.i.am chante : « I'm taking you to the future ». Ceci indiquerait certainement l'arrivée du prochain album des Black Eyed Peas, d'autant que, au moment où il parle du futur, will.i.am présente une pochette d'album. Cet album fictif est un album du groupe qui s'intitulerait Origins.

## Clip
Le clip de Yesterday est mis en ligne le 17 juillet 2015 sur Apple Music. Il est réalisé par Pasha Shapiro et Alissa Torvinen. Le producteur exécutif est will.i.am.
Le clip est lui aussi truffé de références à de grands succès du hip-hop. La scène prend place chez un disquaire et les premières images indiquent : « Hip-hop New LP Arrivals ». Tout au long du clip on voit les trois membres du groupe chanter tout en sortant d'anciens albums des bacs. Ainsi on peut voir les pochettes de Greatest Hits de N.W.A, A Wolf in Sheep's Clothing de Black Sheep, Tougher Than Leather de Run–DMC, Enter the Wu-Tang (36 Chambers) du Wu-Tang Clan et de nombreuses autres. Tout au long du clip des pochettes des albums mythiques du hip-hop sont mises à l'honneur, et certaines sont modifiées : on y voit alors les membres des Black Eyed Peas à la place des personnages présents sur les versions originales.
Le clip semble inspiré de celui d'Erykah Badu pour son titre Honey, comme la chanteuse l'a fait remarquer avec humour sur Facebook,.

## Samples
Le groupe a publié sur bop.fm une playlist contenant les samples utilisés pour Yesterday. Voici la liste des musiques de la playlist :
| - De La Soul : A Roller Skating Jam Named "Saturdays" - The Mohawks : The Champ - Main Source : Live at the Barbeque - N.W.A : Straight Outta Compton - Digable Planets : Rebirth of Slick (Cool Like Dat) - Black Sheep : The Choice is Yours - Queen Latifah : U.N.I.T.Y. - Run–DMC : King of Rock - Body Count : Cop Killer - EPMD : You Gots to Chill - De La Soul : Buddy - Brand Nubian : Punks Jump Up to Get Beat Down - De La Soul : Oodles of O's | - Doug E. Fresh : The Show - A Tribe Called Quest : Scenario - Pete Rock and C.L. Smooth : The Reminisce Over You - Diamond D : Best Kept Secret - Ol' Dirty Bastard : Shimmy Shimmy Ya - Das EFX : The Want EFX - Ultramagnetic MCs : Raise It Up - Public Enemy : Night of the Living Baseheads - Dr. Dre : F**k wit Dre Day - MF DOOM : Rapp Snitch Knishes - Wu-Tang Clan : Wu-Tang Clan Ain't Nuthing ta F' Wit - KRS-One : Sound of da Police - LL Cool J : Rock the Bells |